# Степановка (Великобагачанский район)
Степановка (укр. Степанівка) — село, Степановский сельский совет, Великобагачанский район, Полтавская область, Украина.
Код КОАТУУ — 5320285001. Население по переписи 2001 года составляло 492 человека.
Является административным центром Степановского сельского совета, в который, кроме того, входят сёла Стефановщина и Саи.

## Географическое положение
Село Степановка находится на расстоянии до 1,5 км от сёл Акимово, Богачка-Первая и Стефановщина. По селу протекает пересыхающий ручей с запрудой.

## Экономика
- «Коммунар», ЧП.

## Объекты социальной сферы
- Школа І—ІІ ст.

## Известные люди
- Ганущенко, Владимир Васильевич — Герой Советского Союза.